# Dr. Peacock
Dr. Peacock (Alkmaar, 31 juli 1988) is een Nederlandse dj, muziekproducer, label-eigenaar, event-organisator en zakenman. Getogen in Limmen, bracht hij zijn eerste track uit in 2010, genaamd The Egyptian. Deze track markeerde direct de unieke en herkenbare style waarmee hij niet veel later zeer bekend zou worden. Met een repertoire dat geen grenzen lijkt te hebben, zowel qua omvang als verschillende genres, produceerde hij zijn meest bekende track in 2015. Namelijk, Trip to Ireland. Hierna zouden vele "Trip to's" volgen. Hij heeft zelfs een album uitgebracht Trip Around the World.
Naast zijn eigen muziek is Dr. Peacock ook zeer actief en bekend als dj. Hij draait het gehele jaar op allerlei festivals en events binnen Europa. Mainstages van de grootste Europese festivals zijn voor Dr. Peacock geen onbekend terrein. Duizenden mensen hebben hem zien optreden op Defqon.1, Qlimax, Tomorrowland, Masters of Hardcore,  Dominator, Decibel Outdoor en Thunderdome om een paar te noemen. Daarnaast heeft hij ook een eigen merchandise store waar hij Dr. Peacock merchandise verkoopt.

## Biografie
Dekker is geboren in Alkmaar en groeide op in het Noord-Hollandse dorp Limmen (huidige recente woonplaats Hilversum). Hij is op 9-jarige leeftijd begonnen met het luisteren van Thunderdome compilaties en ging meer mainstream hardcore luisteren terwijl het genre zich ontwikkelde in het midden van de jaren 2000. In een winkel in Eindhoven vond hij toevallig een lp van DJ Radium die hem met het Frenchcore-genre liet kennismaken. Vanaf dat moment luisterde hij vooral 12" van acts als The Speed Freak, The Sickest Squad, Psiko en dj Radium. Op 12-jarige leeftijd begint hij met het maken van mixen en organiseert een aantal evenementen in Limmen en Castricum, zoals Innercore dat voornamelijk vaak in Castricum gehouden wordt.
Zijn eerste echte deelname aan een groter Frenchcore-evenement is in 2010, bij Beter Kom Je Niet in Culemborg, dit optreden markeert de start van zijn carrière. In hetzelfde jaar begint hij met produceren.
In 2013 besloot hij om zijn eigen onafhankelijke label op te richten: Peacock Records. Hij werkte mee aan het album The Deadfaced Dimension van Angerfist. Sinds zijn festivaldebuut in 2010 heeft Dr. Peacock opgetreden op festivals zoals Defqon.1, Dominator, Decibel, Q-base, Harmony of Hardcore en Qlimax.

## Discografie

### Studioalbums
Trip Around the World, 2016 Peacock Records
- Dr Peacock ft Maissouille - Trip to France
- Dr Peacock - Trip to Dreamland
- Dr Peacock - Trip to Amerika
- Dr Peacock - Trip to Bulgaria
- Dr Peacock & Sefa ft MC Lenny - Trip to Turkey
- Dr Peacock - Trip To Fairyland ft Hyrule War
- Dr Peacock - Trip to Sudan ft Hyrule War
- Dr Peacock - Trip to Hungary
- Dr Peacock - Trip to Ireland
- Dr Peacock - Trip to India
- Dr Peacock ft Sefa - Trip to Bangladesh
- Dr Peacock - Trip To Thailand
- Dr Peacock ft Dither - Trip to Saudi Arabia
- Dr Peacock ft Cyclon - Trip to Russia
- Dr Peacock - Trip to Sweden
- Dr Peacock ft Angernoizer - Trip to Colombia
- Dr Peacock ft Nosferatu - Trip to Hell
- Dr Peacock - Trip to Italy (Sefa Remix)
- Dr Peacock ft Le Bask - Trip to Dreamland
- Dr Peacock ft Kyome - Trip to Middle Earth
- Dr Peacock ft Death By Design - Trip to Persia
- Dr Peacock ft Sefa & MC Lenny (Fant4stik Remix) - Trip to Turkey
- Dr Peacock ft Ohmboy ft Da Mouth of Madness - Trip to the Wild West
- Dr. Peacock & Crypton - Trip To Austria
- Dr. Peacock & Billx - Trip to Mongolia

Acid Bomb, 2018 Peacock Records
- Dr. Peacock & The Sickest Squad - Lose Your Mind
- Dr. Peacock - Until I Win
- Dr. Peacock & Dope DOD - Acid Bomb
- Dr. Peacock & Billx - Trip to Iceland
- Dr. Peacock - Vive la Volta (Sefa Remix)
- Dr. Peacock & Repix ft. Da Mouth of Madness - Rise and Shine (15 Years BKJN Anthem)
- Dr. Peacock & Andy the Core - We Control You
- Dr. Peacock & Paul Elstak - Hey Mambo
- Dr. Peacock & Mr. Ivex - Forgotten Souls
- Dr. Peacock & Ohmboy - Trip to the Wild West (The Mastery & Serum Remix)
- Dr. Peacock & Floxytek - Trip to Romania
- Dr. Peacock & Billx - Trip to Lithuania
- Dr. Peacock - Lost in Space (Repix Remix)
- Dr. Peacock & Destructive Tendencies feat. Da Mouth Of Madness - Bloodthirsty
- Dr. Peacock & Rob Gee - Peacock is my Trip Advisor
- Dr. Peacock & N-Vitral - Disorder
- Dr. Peacock - Take the Pills
- Dr. Peacock & Super Trash Bros - Pyramid
- Dr. Peacock & Angernoizer - Trip to Baghdad